# Max Stössel
Max Stössel war ein deutscher Bildhauer. Zusammen mit Max Schwarz führte Stössel die bildhauerischen Arbeiten des von dem Architekten Max Littmann entworfenen und 1908 eingeweihten Theaterneubaus in Weimar, am Theaterplatz aus. Außerdem hatte er an diesem Gebäude Stuckateur- und Stuccolustroarbeiten ausgeführt, wie Littmanns Verzeichnis der beteiligten Firmen erwähnt. Demnach war Stössel in Weimar ansässig, da er als Max Stössel, Weimar aufgeführt wurde. Das Weimarer Adreßbuch von 1906 erwähnt Max Stössel als Modelleur in der Meyerstraße 61. In den vorherigen Weimarer Adreßbüchern ist ein Max Stößel in dieser Profession nicht zu finden. Stößel ist auch im ersten nach 1906 erschienenen Adreßbuch nicht mehr aufgeführt.

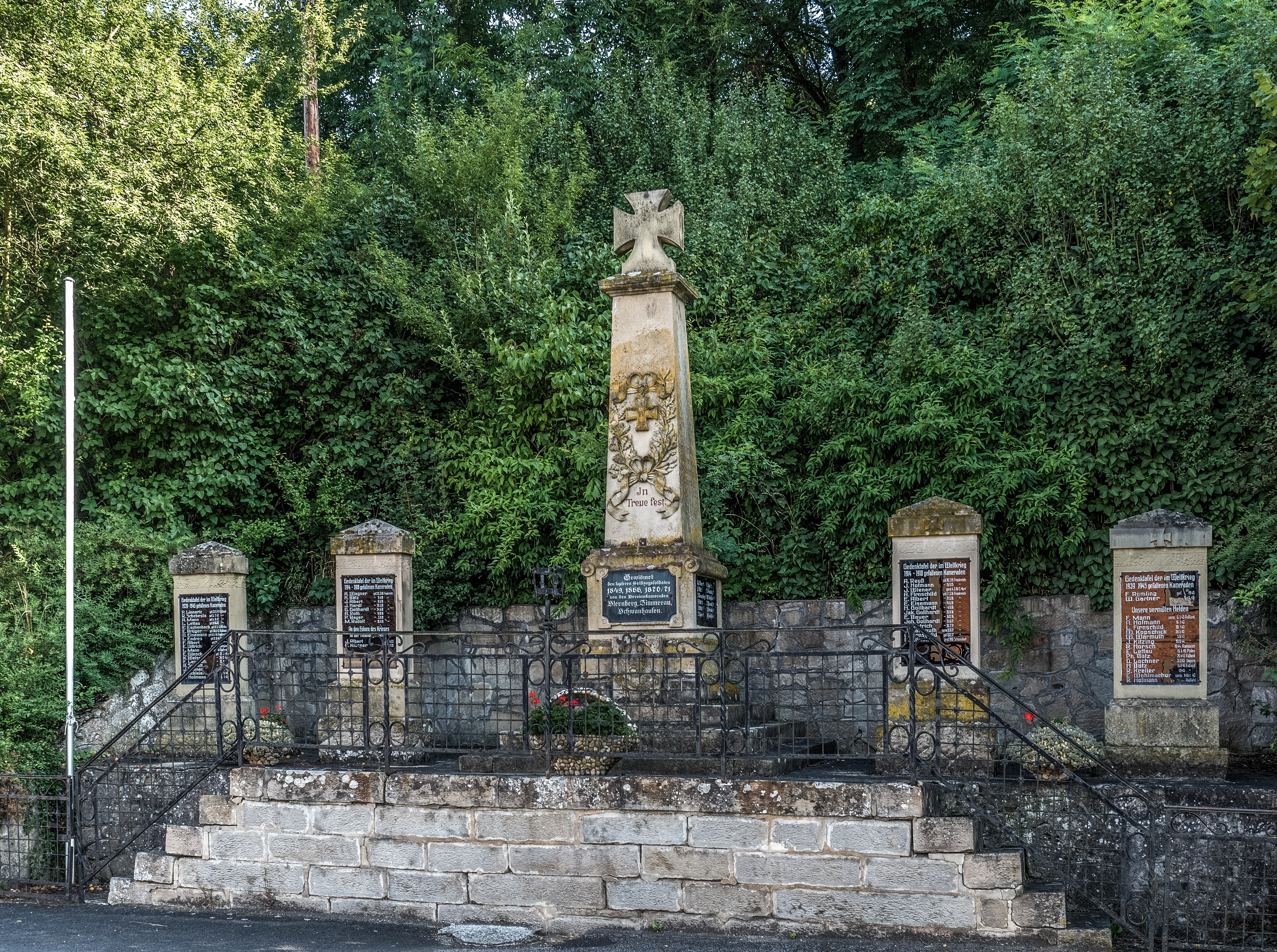
Kriegerdenkmal 1906 von Max Stössel (?)

In Sternberg im Grabfeld an der Rhön schuf ein Bildhauer Stössel ein 1906 Kriegerdenkmal für die Sternberger Gefallenen der Kriege von 1849, 1866 und 1870/71 in Form eines Obelisken. Es ist heute noch erhalten. Es wurden dann für die Gefallenen des Ersten und Zweiten Weltkrieges Gedenktafeln aufgestellt. Dieser Stössel hatte seine Werkstatt in Hellingen. Ob dieser mit dem in Weimar tätigen identisch ist, kann nicht mit Sicherheit gesagt werden.
Im Anschriftenbuch für das Sonneberger Land von 1938 ist eine Steinbildhauerei und ein Steinbildhauermeister Max Stössel aufgeführt. Ob es sich um die vormals in Weimar tätige Person handelt, ist ebenfalls unsicher.